# Dima Khatib
Dima Khatib (àrab: ديمة الخطيب, Dīma al-Ḫaṭīb) (Damasc, 14 de juliol de 1971) és una periodista, poeta i traductora siriana. És directora d'AJ+, un servei digital de notícies en anglés i àrab d'Al Jazeera Media Network de San Francisco, Estats Units. Actualment és l'única directora executiva del grup Al Jazeera i una de les poques dirigents femenines en l'esfera dels mitjans àrabs.

## Biografia
Nasqué a Damasc de mare siriana i pare palestí (fugí de Palestina a Síria per l'ocupació israeliana del seu país, que l'obligà a la deportació de la seua família al 1948). Khatib parla fluidament vuit idiomes (àrab, anglés, francés, castellà, portugués, italià, xinés i alemany). El 1997, entra en Al Jazeera com a periodista televisiva. I després esdevé productora, corresponsal a la Xina i cap de l'Oficina d'Amèrica Llatina.
Dima ha estat classificada entre els àrabs més influents de les xarxes socials. Durant les revolucions àrabs proporcionà freqüents actualitzacions i comentaris sobre esdeveniments en el seu compte de Twitter.
Començà a guanyar reconeixement durant la Guerra d'Iraq, quan treballava com a productora de notícies en viu a Doha per al canal àrab Al Jazeera. Concedí una entrevista a Larry King de CNN i a Wolf Blitzer, i era la presentadora de Control Room, un documental de 2004 sobre Al Jazeera i la seua cobertura de la invasió de l'Iraq del 2003.
Durant la seua assignació a Amèrica Llatina tingué accés exclusiu i proper al president veneçolà Hugo Chávez i entrevistà dirigents com Evo Morales (Bolívia) i Lula da Silva del Brasil. Informant de tot arreu d'Amèrica del Sud i Central donà al Món Àrab una visió sense precedents d'un continent llunyà. Des de Caracas seria citada com la font de notícies d'última hora, quan Chávez fou el primer cap d'estat a condemnar durament Israel pel conflicte entre Israel i el Líban, i tallà els llaços amb Israel anys després. També desestimà les afirmacions que Gaddafi havia escapat a Veneçuela.
Dima té un recull de poemes en àrab titulat Love Refugee (en àrab لاجئة حب). També és coautora d'un llibre en castellà sobre revolucions àrabs.
Feu conferències de periodisme en l'American University of Dubai entre 2013 i 2015 i arreu del món. Organitza recitals de poesia regularment en ciutats de la zona de golf Pèrsic, així com a Europa, Amèrica del Nord i Amèrica Llatina.
Abans del seu treball amb Al Jazeera, Khatib treballava per a Swiss Radio International a Berna i en l'Organització Mundial de la Salut a Ginebra, així com en Al-Ragui Newspaper i Qatar Ràdio en francès a Doha.